# CI Kamsar
Club Industrial de Kamsar Football Club w skrócie CI Kamsar, wcześniej noszący nazwę Olympique Kakandé – gwinejski klub piłkarski, grający w pierwszej lidze gwinejskiej, mający siedzibę  w mieście Kamsar.

## Sukcesy
- Puchar Gwinei[1]
  - zwycięstwo (2): 1986, 1988.
  - finał (4): 2004, 2006, 2013, 2019.

## Występy w afrykańskich pucharach
| Sezon     | Rozgrywki                 | Runda   | Kraj         | Klub                     | Dom | Wyjazd | Dwumecz      |
| --------- | ------------------------- | ------- | ------------ | ------------------------ | --- | ------ | ------------ |
| 1987      | Puchar Zdobywców Pucharów | 1       | Benin        | AS Dragons FC de l’Ouémé | 0–3 | 1–4    | 1–7          |
| 1989      | Puchar Zdobywców Pucharów | 1       | Tunezja      | CA Bizertin              | 0–0 | 0–1    | 0–1          |
| 1994      | Puchar CAF                | 1       | Sierra Leone | Diamond Stars FC         | 1–0 | 0–1    | 1–1 (k. 3–4) |
| 1998      | Liga Mistrzów             | 1       | Tunezja      | Étoile Sportive du Sahel | 1–2 | 2–3    | 3–5          |
| 2005      | Puchar Konfederacji       | wstępna | Gambia       | Gambia Armed Forces FC   | –   | –      | –            |
| 2005      | Puchar Konfederacji       | 1       | Nigeria      | Bendel Insurance FC      | 1–1 | 1–3    | 2–4          |
| 2014      | Puchar Konfederacji       | wstępna | Togo         | AS Douanes Lomé          | 1–1 | 0–2    | 1–2          |
| 2019/2020 | Puchar Konfederacji       | wstępna | Algieria     | Paradou AC               | 1–0 | 0–3    | 1–3          |
| 2020/2021 | Puchar Konfederacji       | wstępna | Czad         | Renaissance FC           | 0–0 | 0–1    | 0–1          |

## Stadion
Domowe mecze klub rozgrywa na stadionie o nazwie Stade de l’Amitié w Kamsar, który może pomieścić 2000 widzów.

## Reprezentanci kraju grający w klubie od 1995 roku
Stan na sierpień 2024.
| - Elhadj Bah - Aboubacar Kilé Bangoura - Almamy Bangoura - Mohamed Bangoura - Ousmane Bangoura - Amadou Oury Barry - Abdoulaye Camara - Abdoulaye Naby Camara - Fodé Gaoussou Camara - Mohamed Camara - Thierno Camara - Nouhan Condé - Pascal Feindouno - Jean Charles Fernandez - Mamadi Kaba - Abdoulaye Kanté - Mory Kanté | - Alhassane Keita - Mohamed Lala Keïta - Alhassane Koivogui - Michel Milimono - Gaoussou Youssouf Siby - Abdoulaye Sylla - Abdoulaye Kapi Sylla - Sankoumba Sylla - Mohamed Kalil Traoré - Sékou Oumar Yansané - Yacouba Mando - Amos Frimpong - Haschou Kerrido - Adama Keita - Elmamy Traoré - Daniel Sosah - Abu Bakarr Mansaray |